# Habitatge al carrer Sant Antoni, 10 (Tossa de Mar)
L'edifici situat al Carrer Sant Antoni, 10 és una obra del municipi de Tossa de Mar (Selva) inclosa en l'Inventari del Patrimoni Arquitectònic de Catalunya. Es tracta d'una casa originària de finals del segle xviii modificada i decorada a principis del segle xx.

## Descripció
És un edifici amb decoració d'arrel modernista situat entre mitgeres amb dues plantes i terrassa i tres crugies. La façana està arrebossada i pintada de colors ocres i grocs. La façana és el tret distintiu de la casa. Els elements més rellevants de la decoració d'aquesta façana són la cornisa esglaonada i els guardapols emergents de totes les seves obertures.
La planta baixa consta de tres obertures i un sòcol d'arrebossat pintat. Hi ha una porta d'entrada, una finestra i una finestra doble unides amb una línia motllurada a l'alçada de la línia de les impostes. Les finestres tenen reixes de ferro amb panxa emergent a la part inferior i decoració d'espirals, motius geomètrics i flors. Les tres obertures tenen un guardapols emergent d'obra a imitació de la pedra amb un floró inscrit en un quadrat disposat romboidalment a la part central del que seria la llinda. La porta i una de les finestres té la zona de la llinda amb forma d'arc deprimit còncau i l'altra finestra, doble, amb forma de finestres amb permòdols. Tots els guardapols tenen acabaments senzills en forma de motllures decreixents.
El primer pis està separat de la planta baixa per una línia motllurada d'obra i consta de tres finestres amb balcó petit, baix i no emergent de ferro. També aquí les obertures estan unides entre elles per les línies de les impostes i tenen la mateixa decoració. L'única diferència és que les llindes són horitzontals. La cornisa esglaonada té tres nivells, un per crugia, i el central és més elevat que els altres dos. Hi ha quatre mènsules amb decoració floral i quatre merlets petits per tram. Els merlets de la part central, més elevats, tenen decoració floral pintada, provocant un contrast cromàtic, com amb la resta de decoració floral de les llindes de les obertures.